# Charles Loring Jackson
Charles Loring Jackson (Boston, 4 aprile 1847 – 31 ottobre 1935) è stato un chimico statunitense.
Fu il primo chimico organico di rilievo negli Stati Uniti, insegnando i precetti appresi durante gli studi in Germania e formando un'intera generazione di chimici organici statunitensi.

## Biografia
Charles Loring Jackson nacque a Boston il 4 aprile 1845 e si laureò ad Harvard nel 1867, dopo aver frequentato delle scuole private nella sua città natale. Ad Harvard si era iscritto al corso di chimica e per le sue doti eccellenti fu subito chiamato a ricoprire la cattedra di assistente nel 1871, collaborando assieme a Josiah Parsons Cooke e Henry Baker Hill. Tra i suoi studenti si ricordano Roger Adams, Frank Whitmore e James Bryant Conant.
Nel 1870-1871 Jackson avviò un corso di nome "Chimica I", che insegnò per oltre quarant'anni. Da adulto Jackson divenne un appassionato di teatro, poesia e scrittura, mentre in tarda età si dilettò nel giardinaggio presso la sua residenza a Beverly, nel Massachusetts.

## Ricerche condotte ad Harvard
Nel 1875 Jackson sintetizzò il primo composto organico mai prodotto in un laboratorio di Harvard, il bromuro di para-bromobenzile. Questo gli permise di individuare un metodo per produrre dei benzili sostituiti e anche per la sintesi dell'antracene. Negli anni successivi sviluppò delle sintesi di composti quali curcumina e vanillina, ma anche l'acido benzin-tri-solfonico. Negli anni 1880-1890, infine, si dedicò alla ricerca sulle reazioni tra alogenuri aromatici sostituiti e alcuni esteri.

## Pubblicazioni

### Romanzo
- Charles Loring Jackson, The Gold Point and Other Strange Stories, Stratford Company of Boston (1926)

### Letteratura scientifica
- Charles Loring Jackson, Biographical memoir of Henry Barker Hill, 1849-1903, National Academy of Sciences (January 1, 1905) ASIN B0008AF3CW
- Charles Loring Jackson, On certain colored substances derived from nitro compounds, ASIN B0008CBY1E
- Charles Loring Jackson, Charles Robert Sanger: [Biographical notice], Proceedings of the American Academy of Arts and Sciences, ASIN B0008CWAYE
- Charles Loring Jackson, On certain nitro derivatives of the vicinal tribrombenzol, Harvard University—Chemical Laboratory Contributions, ASIN B0008CBYHS
- Charles Loring Jackson, Memoir of Josiah Parsons Cooke, 1827-1894, National Academy of Sciences (January 1, 1902) ASIN B0008AF390
- Charles Loring Jackson, On certain derivatives of orthobenzoquinone, American Academy of Arts and Sciences (January 1, 1900) ASIN B0008CBYIC
- Charles Loring Jackson, On the action of sodic ethylate on tribromdinitrobenzol, American Academy of Arts and Sciences (January 1, 1898) ASIN B0008CBYH8
- Charles Loring Jackson, On certain derivatives of symmetrical trichlorbenzol, American Academy of Arts and Sciences (January 1, 1898) ASIN B0008CBYHI
- Charles Loring Jackson, On the oxide of dichlormethoxyquinone-dibenzoylmethylacetal, American Academy of Arts and Sciences (January 1, 1898) ASIN B0008CBYI2
- Charles Loring Jackson, Samuel Cabot, John Wilson and Son, University Press (January 1, 1908) ASIN B0008D0U36